# François Gernigon
François Gernigon, né le 2 avril 1961 à Angers (Maine-et-Loire), est un homme politique français membre de Horizons. Il est élu député de la première circonscription de Maine-et-Loire le 19 juin 2022.

## Situation personnelle

### Famille
François Gernigon est le fils d'un père ouvrier électricien, et d'une mère au foyer[réf. nécessaire]. Il est le cinquième d'une famille de six enfants[réf. nécessaire] et a vécu dans les quartiers de la Madeleine et des Justices jusqu'à l'âge de 20 ans[réf. nécessaire].

### Carrière professionnelle
Il commence sa carrière professionnelle à l'âge de 17 ans en qualité d'agent-comptable aux ponts et chaussées.
Il intègre ensuite un cabinet d'expertise-comptable en qualité de collaborateur débutant avant de devenir directeur de missions auprès des professions paramédicales, des commerçants, des artisans, des PME dans le secteur de l'industrie ainsi qu'auprès des agriculteurs au sein de ce cabinet. Il s'est ensuite spécialisé dans la gestion des collectivités territoriales.
À 61 ans, il prend sa retraite.

## Parcours politique

### Élu local
En 2001, François Gernigon intègre l'équipe municipale de Saint-Sylvain-d'Anjou, commune de 4 800 habitants, en qualité d'adjoint aux Finances, fonction exercée jusqu'en 2015, lorsqu'il est élu maire de sa commune.
En 2015, François Gernigon est candidat aux élections départementales sur le canton d'Angers-6. Il est élu et réélu en 2021.
En 2016, avec Jean-Pierre Mignot, maire de Pellouailles-les-Vignes, ils proposent la création de Verrières-en-Anjou, commune nouvelle de 7 500 habitants. Il en devient le premier maire.
En 2020, il est réélu dans ses fonctions de maire de la commune de Verrières-en-Anjou, et devient vice-président aux Finances d'Angers Loire Métropole, sous la présidence de Christophe Béchu.

### Élu à l'Assemblée nationale
Il est élu député de la première circonscription de Maine-et-Loire le 19 juin 2022 face à Arash Saeidi (NUPES).
Sa réélection le 7 juillet 2024 intervient dans un contexte de triangulaire face au Nouveau Front populaire et au Rassemblement National. Il est reconduit dans ses fonctions, à l'image de tous les députés sortants de Maine-et-Loire.